# سيسيليا غابرييلا
سيسيليا غابرييلا فيرا ساندوفال (بالإسبانية: Cecilia Gabriela Vera Sandoval)‏ وهي ممثلة مكسيكية ولدت في يوم 9 يناير 1961 في ولاية ميتشواكان في المكسيك مثلت في مسلسل صغيرتي الغالية بدور كونسويلو.

## الأعمال
- صغيرتي الغالية
- أتحداك أن تغادر

## روابط خارجية
- سيسيليا غابرييلا على موقع IMDb (الإنجليزية)
- سيسيليا غابرييلا على موقع أول موفي (الإنجليزية)
- سيسيليا غابرييلا على موقع قاعدة بيانات الفيلم (الإنجليزية)